# Danh sách xã thuộc tỉnh Hưng Yên
Tính đến ngày 1 tháng 12 năm 2024, tỉnh Hưng Yên có 139 đơn vị hành chính cấp xã, trong đó có 118 xã.
Dưới đây là danh các xã thuộc tỉnh Hưng Yên hiện nay.
| Xã              | Trực thuộc         | Diện tích (km²) | Dân số (người) | Mật độ dân số (người/km²) | Thành lập |
| --------------- | ------------------ | --------------- | -------------- | ------------------------- | --------- |
| An Vĩ           | Huyện Khoái Châu   |                 |                |                           |           |
| An Viên         | Huyện Tiên Lữ      |                 |                |                           |           |
| Bãi Sậy         | Huyện Ân Thi       |                 |                |                           |           |
| Bảo Khê         | Thành phố Hưng Yên | 4,06            |                |                           |           |
| Bắc Sơn         | Huyện Ân Thi       |                 |                |                           |           |
| Bình Minh       | Huyện Khoái Châu   |                 |                |                           |           |
| Cẩm Ninh        | Huyện Ân Thi       |                 |                |                           |           |
| Cẩm Xá          | Thị xã Mỹ Hào      | 8,97            |                |                           |           |
| Chỉ Đạo         | Huyện Văn Lâm      |                 |                |                           |           |
| Chí Minh        | Huyện Khoái Châu   |                 |                |                           |           |
| Chính Nghĩa     | Huyện Kim Động     |                 |                |                           |           |
| Cương Chính     | Huyện Tiên Lữ      |                 |                |                           |           |
| Cửu Cao         | Huyện Văn Giang    |                 |                |                           |           |
| Dân Tiến        | Huyện Khoái Châu   |                 |                |                           |           |
| Diên Hồng       | Huyện Kim Động     |                 |                |                           |           |
| Dương Quang     | Thị xã Mỹ Hào      | 7,70            |                |                           |           |
| Đa Lộc          | Huyện Ân Thi       |                 |                |                           |           |
| Đại Đồng        | Huyện Văn Lâm      |                 |                |                           |           |
| Đại Tập         | Huyện Khoái Châu   |                 |                |                           |           |
| Đào Dương       | Huyện Ân Thi       |                 |                |                           |           |
| Đặng Lễ         | Huyện Ân Thi       |                 |                |                           |           |
| Đình Cao        | Huyện Phù Cừ       |                 |                |                           |           |
| Đình Dù         | Huyện Văn Lâm      |                 |                |                           |           |
| Đoàn Đào        | Huyện Phù Cừ       |                 |                |                           |           |
| Đông Kết        | Huyện Khoái Châu   |                 |                |                           |           |
| Đông Ninh       | Huyện Khoái Châu   |                 |                |                           |           |
| Đông Tảo        | Huyện Khoái Châu   |                 |                |                           |           |
| Đồng Than       | Huyện Yên Mỹ       |                 |                |                           |           |
| Đồng Thanh      | Huyện Kim Động     |                 |                |                           |           |
| Đồng Tiến       | Huyện Khoái Châu   |                 |                |                           |           |
| Đức Hợp         | Huyện Kim Động     |                 |                |                           |           |
| Hạ Lễ           | Huyện Ân Thi       |                 |                |                           |           |
| Hải Thắng       | Huyện Tiên Lữ      |                 |                |                           |           |
| Hiệp Cường      | Huyện Kim Động     |                 |                |                           |           |
| Hòa Phong       | Thị xã Mỹ Hào      | 7,44            |                |                           |           |
| Hoàn Long       | Huyện Yên Mỹ       |                 |                |                           |           |
| Hoàng Hanh      | Thành phố Hưng Yên | 4,45            |                |                           |           |
| Hoàng Hoa Thám  | Huyện Ân Thi       |                 |                |                           |           |
| Hồ Tùng Mậu     | Huyện Ân Thi       |                 |                |                           |           |
| Hồng Quang      | Huyện Ân Thi       |                 |                |                           |           |
| Hùng An         | Huyện Kim Động     |                 |                |                           |           |
| Hùng Cường      | Thành phố Hưng Yên | 5,11            |                |                           |           |
| Hưng Đạo        | Huyện Tiên Lữ      |                 |                |                           |           |
| Hưng Long       | Thị xã Mỹ Hào      | 4,66            |                |                           |           |
| Lạc Đạo         | Huyện Văn Lâm      |                 |                |                           |           |
| Lạc Hồng        | Huyện Văn Lâm      |                 |                |                           |           |
| Lệ Xá           | Huyện Tiên Lữ      |                 |                |                           |           |
| Liên Khê        | Huyện Khoái Châu   |                 |                |                           |           |
| Liên Nghĩa      | Huyện Văn Giang    |                 |                |                           |           |
| Liên Phương     | Thành phố Hưng Yên | 5,47            |                |                           |           |
| Liêu Xá         | Huyện Yên Mỹ       |                 |                |                           |           |
| Long Hưng       | Huyện Văn Giang    |                 |                |                           |           |
| Lương Tài       | Huyện Văn Lâm      |                 |                |                           |           |
| Mai Động        | Huyện Kim Động     |                 |                |                           |           |
| Mễ Sở           | Huyện Văn Giang    |                 |                |                           |           |
| Minh Hải        | Huyện Văn Lâm      |                 |                |                           |           |
| Minh Hoàng      | Huyện Phù Cừ       |                 |                |                           |           |
| Minh Tân        | Huyện Phù Cừ       |                 |                |                           |           |
| Nghĩa Dân       | Huyện Kim Động     |                 |                |                           |           |
| Nghĩa Trụ       | Huyện Văn Giang    |                 |                |                           |           |
| Ngọc Lâm        | Thị xã Mỹ Hào      | 5,49            |                |                           |           |
| Ngọc Long       | Huyện Yên Mỹ       |                 |                |                           |           |
| Ngọc Thanh      | Huyện Kim Động     |                 |                |                           |           |
| Nguyên Hòa      | Huyện Phù Cừ       |                 |                |                           |           |
| Nguyễn Huệ      | Huyện Khoái Châu   |                 |                |                           |           |
| Nguyễn Trãi     | Huyện Ân Thi       |                 |                |                           |           |
| Nguyễn Văn Linh | Huyện Yên Mỹ       |                 |                |                           |           |
| Nhật Quang      | Huyện Phù Cừ       |                 |                |                           |           |
| Nhật Tân        | Huyện Tiên Lữ      |                 |                |                           |           |
| Ông Đình        | Huyện Khoái Châu   |                 |                |                           |           |
| Phạm Hồng Thái  | Huyện Khoái Châu   |                 |                |                           |           |
| Phạm Ngũ Lão    | Huyện Kim Động     |                 |                |                           |           |
| Phan Sào Nam    | Huyện Phù Cừ       |                 |                |                           |           |
| Phú Cường       | Thành phố Hưng Yên | 6,41            |                |                           |           |
| Phú Thọ         | Huyện Kim Động     |                 |                |                           |           |
| Phù Ủng         | Huyện Ân Thi       |                 |                |                           |           |
| Phụng Công      | Huyện Văn Giang    |                 |                |                           |           |
| Phùng Hưng      | Huyện Khoái Châu   |                 |                |                           |           |
| Phương Nam      | Thành phố Hưng Yên | 10,08           |                |                           |           |
| Quảng Châu      | Thành phố Hưng Yên | 8,44            |                |                           |           |
| Quang Hưng      | Huyện Phù Cừ       |                 |                |                           |           |
| Quảng Lãng      | Huyện Ân Thi       |                 |                |                           |           |
| Quang Vinh      | Huyện Ân Thi       |                 |                |                           |           |
| Song Mai        | Huyện Kim Động     |                 |                |                           |           |
| Tam Đa          | Huyện Phù Cừ       |                 |                |                           |           |
| Tân Châu        | Huyện Khoái Châu   |                 |                |                           |           |
| Tân Dân         | Huyện Khoái Châu   |                 |                |                           |           |
| Tân Hưng        | Thành phố Hưng Yên | 7,47            |                |                           |           |
| Tân Lập         | Huyện Yên Mỹ       |                 |                |                           |           |
| Tân Minh        | Huyện Yên Mỹ       |                 |                |                           |           |
| Tân Quang       | Huyện Văn Lâm      |                 |                |                           |           |
| Tân Tiến        | Huyện Văn Giang    |                 |                |                           |           |
| Thanh Long      | Huyện Yên Mỹ       |                 |                |                           |           |
| Thắng Lợi       | Huyện Văn Giang    |                 |                |                           |           |
| Thiện Phiến     | Huyện Tiên Lữ      |                 |                |                           |           |
| Thủ Sỹ          | Huyện Tiên Lữ      |                 |                |                           |           |
| Thuần Hưng      | Huyện Khoái Châu   |                 |                |                           |           |
| Thụy Lôi        | Huyện Tiên Lữ      |                 |                |                           |           |
| Tiền Phong      | Huyện Ân Thi       |                 |                |                           |           |
| Tiên Tiến       | Huyện Phù Cừ       |                 |                |                           |           |
| Toàn Thắng      | Huyện Kim Động     |                 |                |                           |           |
| Tống Phan       | Huyện Phù Cừ       |                 |                |                           |           |
| Tống Trân       | Huyện Phù Cừ       |                 |                |                           |           |
| Trung Dũng      | Huyện Tiên Lữ      |                 |                |                           |           |
| Trung Hòa       | Huyện Yên Mỹ       |                 |                |                           |           |
| Trung Nghĩa     | Thành phố Hưng Yên | 5,59            |                |                           |           |
| Trưng Trắc      | Huyện Văn Lâm      |                 |                |                           |           |
| Tứ Dân          | Huyện Khoái Châu   |                 |                |                           |           |
| Vân Du          | Huyện Ân Thi       |                 |                |                           |           |
| Việt Hòa        | Huyện Khoái Châu   |                 |                |                           |           |
| Việt Hưng       | Huyện Văn Lâm      |                 |                |                           |           |
| Việt Yên        | Huyện Yên Mỹ       |                 |                |                           |           |
| Vĩnh Khúc       | Huyện Văn Giang    |                 |                |                           |           |
| Vĩnh Xá         | Huyện Kim Động     |                 |                |                           |           |
| Xuân Dục        | Thị xã Mỹ Hào      | 4,26            |                |                           |           |
| Xuân Quan       | Huyện Văn Giang    |                 |                |                           |           |
| Xuân Trúc       | Huyện Ân Thi       |                 |                |                           |           |
| Yên Phú         | Huyện Yên Mỹ       |                 |                |                           |           |